# Antony Matkovich
Antony Matkovich (* 12. Juni 1977 in Perth) ist ein ehemaliger australischer Schwimmer. Er erhielt 2004 eine olympische Silbermedaille und bei Weltmeisterschaften zwei Goldmedaillen auf der 50-Meter-Bahn.

## Sportliche Karriere
Der 1,96 Meter große Antony Matkovich schwamm für den Campbelltown Swim Club in Sydney.
Matkovich startete seit 1998 im Schwimm-Weltcup, wobei er seine besten Platzierungen über 200 Meter Freistil erreichte.
2001 bei den Weltmeisterschaften in Fukuoka qualifizierte sich die 4-mal-200-Meter-Freistilstaffel mit Bill Kirby, Ray Hass, Antony Matkovich und Todd Pearson mit der drittschnellsten Vorlaufzeit. Im Endlauf schwammen Grant Hackett, Michael Klim, Bill Kirby und Ian Thorpe neuen Weltrekord in 7:04,66 Minuten und siegten mit über sechs Sekunden Vorsprung vor den Italienern. Auch die nur im Vorlauf eingesetzten Schwimmer erhielten eine Goldmedaille. Bei den Kurzbahnweltmeisterschaften 2002 in Moskau belegte die 4-mal-100-Meter-Freistilstaffel mit Ashley Callus, Todd Pearson, Antony Matkovich und Adam Pine den vierten Platz mit 0,14 Sekunden Rückstand auf die drittplatzierten Russen. 2003 bei den Weltmeisterschaften in Barcelona schwamm Matkovich zunächst im Vorlauf der 4-mal-100-Meter-Freistilstaffel, im Finale erreichte die australische Staffel ohne Matkovich den vierten Platz. In der 4-mal-200-Meter-Freistilstaffel schwammen im Vorlauf Antony Matkovich, Nicholas Sprenger, Jason Cram und Craig Stevens die zweitschnellste Zeit hinter der US-Staffel. Im Finale siegten Grant Hackett, Craig Stevens, Nicholas Sprenger und Ian Thorpe vor dem Quartett aus den Vereinigten Staaten.
Bei den Olympischen Spielen 2004 in Athen schwamm die australische 4-mal-200-Meter-Freistilstaffel im Vorlauf mit Todd Pearson, Antony Matkovich, Nicholas Sprenger und Craig Stevens zwei Sekunden langsamer als die US-Staffel im anderen Vorlauf. Im Finale waren Grant Hackett, Michael Klim, Nicholas Sprenger und Ian Thorpe über sieben Sekunden schneller als die Vorlaufstaffel. Die Mannschaft aus den Vereinigten Staaten siegte mit 0,13 Sekunden Vorsprung vor den Australiern, vier Sekunden dahinter schlugen die Italiener als Dritte an.